# Keratella
Keratella är ett släkte av hjuldjur som beskrevs av Bory de St. Vincent 1822. Keratella ingår i familjen Brachionidae.

## Dottertaxa tillKeratella, i alfabetisk ordning[1][2]
- Keratella ahlstromi
- Keratella americana
- Keratella armadura
- Keratella australis
- Keratella canadensis
- Keratella cochlearis
- Keratella crassa
- Keratella cruciformis
- Keratella earlinae
- Keratella edmondsoni
- Keratella eichwaldi
- Keratella hiemalis
- Keratella irregularis
- Keratella javana
- Keratella kostei
- Keratella lenzi
- Keratella maliensis
- Keratella mexicana
- Keratella mixta
- Keratella mongoliana
- Keratella morenoi
- Keratella nhamundaiensis
- Keratella ona
- Keratella paludosa
- Keratella procurva
- Keratella quadrata
- Keratella reducta
- Keratella sancta
- Keratella serrulata
- Keratella shieli
- Keratella sinensis
- Keratella slacki
- Keratella taksinensis
- Keratella taurocephala
- Keratella tecta
- Keratella testudo
- Keratella thomassoni
- Keratella ticinensis
- Keratella trapezoida
- Keratella tropica
- Keratella valdiviensis
- Keratella valga
- Keratella wangi
- Keratella yamana
- Keratella zhugeae